# Audi Sport quattro
Audi Sport quattro — раллийный автомобиль группы Б, представленный в 1984 году, как эволюция раллийной Audi quattro.
В 1984 году вышел в свет новый раллийный болид Audi, под названием Sport quattro. От своего предшественника автомобиль отличался как изменившимся внешним видом, так и техническим оснащением. Прежде всего, он стал короче на 30 сантиметров, было изменено оформление передка и наклон ветрового стекла. Что же касается технической части — мощность 5-цилиндрового двигателя теперь составляла 450 сил при 7500 об/мин. Вес составлял около 1100 килограммов. В конструкции были учтены недостатки quattro и пожелания пилотов, что позволило ей на равных конкурировать с более продвинутым, относительно длиннобазной quattro, Peugeot 205 T16. Именно Sport quattro стала основой для последующей версии Audi Sport quattro S1.

## История создания и техническое описание автомобиля
Разработка нового автомобиля на замену существующему раллийному Audi quattro была начата в 1981 году, как только стали понятны новые правила для гоночных автомобилей так называемой «группы Б», вступающие в силу с сезона 1982 года. Несмотря на то, что по новым правилам для получения омологации FISA на конкретную модель автомобиля его производителю было достаточно обеспечить выпуск всего двухсот условно дорожных машин, что открывало возможность создания специального спортивного автомобиля, который можно было выпустить по обходной технологии с пространственной рамой и двигателем в центральной части кузова, в Audi отказались от подобной идеи, и решили усовершенствовать то, что и так уже работало: сделать существующий Audi quattro coupe более лёгким, коротким и мощным.
Кузов нового автомобиля собирался по специальной технологии из штампованных стальных деталей (пол, пороги, моторный отсек, внутренние боковины, двери) и углепластиковых композитных внешних панелей (капот, крылья, крыша, задняя дверь, наружные боковины).  Относительно кузова существующей Audi quattro coupe была изменена колёсная база и углы наклона стоек крыши. За создание кузовов отвечала небольшая кузовная фирма  Baur Karosserie und Fahrzeugbau, на стапелях которой и производились все работы по их сборке. Готовые кузова поступали на сборочное предприятие Audi в Ингольштадте, где в том или ином варианте (на гонки или на продажу) собирались окончательно рядом с дорожными Audi quattro coupe.
Кроме нового короткобазного лёгкого кузова автомобиль получил новый 5-цилиндровый 20-клапанный двигатель (4-клапанная головка блока), объёмом 2133 см и мощностью 306 л.с. при 6700 об./мин. с новым многоточечным впрыском Bosch LH-Jetronic, турбокомпрессором KKK-27 и клапаном сброса давления с пневмоуправлением. Как и в Audi quattro coupe двигатель был наклонён вправо. Принципиальное устройство механической трансмиссии и шасси было в общем идентично таковому на Audi quattro coupe: сухое однодисковое сцепление, 5-ступенчатая МКП с полым вторичным валом, симметричный межосевой дифференциал в общем картере с коробкой передач, реечное рулевое управление с гидроусилителем, передняя и задняя подвески типа МакФерсон. Пружинно-амортизационные стойки — однотрубного типа. Дисковые тормоза — повышенной эффективности с АБС, двусоставными тормозными дисками и суппортами из лёгкого сплава. Колёсные диски — 9Jx15. Мощность двигателя, главная передача в ~3.9 и размер колёс позволяли автомобилю разгоняться до 250 км/ч.
Первые 4 предсерийных машины были выпущены осенью 1983 года и представлены на Франкфуртском автосалоне. Мелкосерийное производство примерно по 100 машин в год было начато с 1984 года, продолжено в 1985 и закончено небольшой партией в первые месяцы 1986 года. Всего за 4 года (с 1983 по 1986) было выпущено 224 машины, 164 из которых поступили в продажу через дилерскую сеть Audi в ФРГ и попали к различным частным лицам, а 60 были оставлены для заводской спортивной команды, для испытаний и для топ-менеджмента компании.
Рекомендованная цена продажи автомобиля в 1985 году — 200 000 DM, что было примерно вдвое дороже длиннобазной Audi quattro coupe с двигателем в 200 л.с.

## Реинкарнация
Компания несколько раз пыталась освежить память о легендарной Sport quattro S1 и выпустила шоукары в 2010-м Аudi quattro concept а так же в 2013-м Audi quattro concept.
- Audi quattro Concept at the 2010 Paris Motor Show
- Audi quattro Concept at the 2010 Paris Motor Show
- The Audi Sport quattro concept at IAA 2013
- The Audi Sport quattro concept at IAA 2013

Полноприводный Audi Sport Quattro S1 пережил второе рождение под именем E-Legend EL1 — современная интерпретация раллийного Audi Quattro - электрокар с тремя моторами. Раллийная легенда 80-х возродилась стараниями молодой немецкой фирмы Elegend AG, что базируется в городе Байльнгрис (Бавария). Новый спорткар с углепластиковым кузовом получит электрическую силовую установку мощностью 600 кВт (816 л.с.) и сможет разогнаться до 100 км/ч за 2,8 с. Будет выпущено всего 30 экземпляров стоимостью 1,06 млн евро каждый.

Компания Audi давно думает над возрождением купе quattro и даже сделала несколько впечатляющих концептов, но в серию они так и не пошли. Между тем всего в 35 км от Ингольштадта, где находится штаб-квартира Audi, в городе Байльнгрис фирма Elegend представила свой дебютный проект EL1, который блестяще воспроизвёл стиль и дух классического quattro, точнее его укороченной версии с приставкой sport. Фирму Elegend основал дизайнер и предприниматель Маркус Хольцингер, чей отец, как пишет немецкий журнал auto motor und sport, работал над дизайном классического sport quattro, а сам Маркус некоторое время трудился стилистом в компании Volkswagen. Гюнтер Ридл, исполнительный директор компании Roding Automobile, которая специализируется на постройке автомобильных прототипов (она, например, делала ранний вариант Sono Sion) и помогает Elegend с разработкой EL1, говорит, что поставщик компонентов — крупная немецкая фирма. Коллеги из auto motor und sport полагают, что речь идёт о Porsche.

## Гоночные модификации группы-Б

### Sport quattro S1
Первая гоночная модификация (эволюция) Sport quattro S1 получила омологацию 1 мая 1984 года. Омологация была получена в нарушение формальных правил группы Б о необходимости создания не менее чем двухсот полностью готовых машин (на май 1984 их фактически было порядка 50), хотя в дальнейшем Audi даже перевыполнила минимально необходимую производственную программу в 200 машин.  
Визуально гоночная Sport quattro S1 отличалась от дорожной Sport quattro небольшим антикрылом на задней (третьей) двери и вентиляционными прорезями перед задними колёсными арками. Все машины, использовавшиеся заводской командой Audi Sport в ЧМ по ралли, имели бело-жёлтую расцветку в стиле марки сигарет House Bergmann (HB) своего табачного спонсора, компании BAT. 
Конструктивно гоночная модификация получила следующие основные доработки: форсированный двигатель в 400-450 л.с.; систему смазки двигателя с сухим картером, маслобаком в багажнике и маслорадиатором в заднем антикрыле; 6-ступенчатую МКП (с 4 этапа ЧМ 1985 года); гоночную тормозную систему без АБС с распределителем давления перед/зад и водяным охлаждением тормозных дисков; гоночные пружинно-амортизационные стойки подвески; бензобак объёмом в 120 литров, каркас безопасности, штурманское оборудование. Точные данные об особенностях системы полного привода отсутствуют, так как Audi экспериментировала с различными техническими решениями, в том числе полулегальными. Формально, по данным омологационной карты, система полного привода имела свободный симметричный межосевой дифференциал (соотношение 50/50) с механической блокировкой и самоблокирующийся дифференциал задней оси.
Первый старт в гонках ЧМ по ралли — пятый этап 1984 года (Tour de Corse). Далее в сезоне 1984 года заводская команда Audi Sport использовала Sport quattro S1 параллельно с Audi quattro A2. Первая (и единственная) победа на этапах ЧМ по ралли — одиннадцатый этап 1984 года (Bandama Côte d'Ivoire). В сезонах ЧМ по ралли 1984-1985 годов на различных этапах машины использовали все четыре основных гонщика заводской команды Audi Sport (Стиг Бломквист, Вальтер Рерль, Ханну Миккола и Мишель Мутон). Последний старт на этапах ЧМ по ралли — тринадцатый этап 1986 года (Olympus Rally).

### Sport quattro E2
Вторая гоночная модификация (эволюция) E2 (или Evo-2) была омологирована 1 июля 1985 года 20 модифицированными машинами, как того и требовали правила. Визуально это наиболее известный вариант Audi Sport quattro, узнаваемый по развитому аэродинамическому обвесу в виде переднего спойлера, заднего антикрыла и увеличенных расширителей колёсных арок с прямоугольными отверстиями для расположенной в багажнике системы охлаждения двигателя. 
Созданием эволюции в Audi пытались решить проблему неоптимальной развесовки, свойственной всем гоночным Audi, начиная с самой первой Audi quattro. Для этого был избран комплексный подход: облегчение спереди и усиление сзади штампованных элементов кузова, установка аэродинамических элементов, перекомпоновка вспомогательных агрегатов. В багажный отсек автомобиля были перенесены водяной радиатор системы охлаждения двигателя с двумя вентиляторами, расширительный бачок, а также генератор, получивший объёмный гидропривод от системы гидроусилителя руля. Аэродинамические элементы генерировали нагрузку до 500 кг, причём центр аэродинамического давления был смещён назад относительно центра масс. Всё это позволило изменить статическую развесовку с 58/42 до 52/48, а динамическую развесовку в движении вплоть до 50/50 (от работы аэродинамического обвеса). Сухой вес машины в спецификации для чемпионата мира — 1090 кг. Двигатель получил новые впускной и выпускной коллекторы, новый турбокомпрессор большего диаметра. Мощность двигателя — 450-510 л.с. и выше в зависимости от особенностей этапа. Двигатель получил систему впрыска воды в коллектор (подобные системы были распространены в середине 80-х на гоночных бензиновых турбомоторах, так как позволяли снизить температуру в камере сгорания ценой небольшой потери КПД). Коробка передач — 6-ступенчатая механическая или 5-ступенчатая полуавтоматическая. 
На E2 впервые применялись различные межосевые дифференциалы в системе постоянного полного привода. На момент получения омологации машины имели стандартный свободный симметричный межосевой дифференциал. К десятому этапу ЧМ 1985 года (Rallye Sanremo) на машины впервые установили симметричный самоблокирующийся дифференциал Torsen type-1. К первому этапу ЧМ 1986 года (Monte Carlo Rally) машины получили несимметричный дифференциал 40/60 по типу системы Ferguson с механизмом для изменения коэффициента блокировки.
На E2 впервые на гоночных машинах для ралли была испытана полуавтоматическая трансмиссия с двумя сцеплениями. Автомобиль с такой трансмиссией имел педаль сцепления, которая нужна была только при трогании и кратковременного разъединения двигателя и трансмиссии. Оба набора сцепления были собранный в единый блок. Одноходовой секвентальный рычаг КП имел селектор предварительного выбора следующей ступени (повышенная или пониженная), но само переключение ступеней осуществлялось толчком рычага в нефиксируемое положение. Трансмиссия имела 5 ступеней и весила на 30 кг больше стандартной 6-ступенчатой механической КП с одним сцеплением. Основным испытателем трансмиссии был Вальтер Рёрль. На этапах ЧМ по ралли данная трансмиссия применялась только один раз — на последнем 12 этапе сезона 1985 года британском RAC-ралли. На автомобиле с такой трансмиссией Вальтер Рёрль выиграл австрийское ралли Semperit 1985 года.
Заводской командой Audi Sport в ЧМ по ралли 1985-1986 годов использовалось только 8 машин из 20 построенных. Первый старт в гонках ЧМ по ралли — восьмой этап 1985 года (Rally of Argentina). Первая (и единственная) победа на этапах ЧМ по ралли — десятый этап 1985 года (Rallye Sanremo). Последний старт на этапах ЧМ по ралли — третий этап 1986 года (Rallye de Portugal). 

«Мне казалось, что я думаю слишком медленно для этой машины»
— Вальтер Рёрль в фильме Гельмута Даймеля "Quattro: Victory of an idea"

### Результаты выступлений в ЧМ по ралли
Несмотря на различные инновационные решения, автомобили Audi Sport quattro S1 в чемпионате мира по ралли оказались не столь эффективны, как автомобили предыдущей серии на основе дорожной Audi quattro coupe: всего 2 победы на этапах по сравнению с 21. Оказалось, что переднемоторные полноприводные автомобили с классическими штампованными кузовами слишком тяжелы по сравнению со полноприводными среднемоторными автомобилями с пространственными рамами и углепластиковыми кузовными панелями (в своём классе рабочего объёма двигателя Sport quattro E2 была на 190 килограмм тяжелее минимально разрешённой сухой массы). Аэродинамика и компоновка давала Audi преимущество только при приземлениях после прыжков с трамплинов. Несмотря на положительные оценки Вальтера Рёрля (см. выше) после известного инцидента с гибелью зрителей на третьем этапе ЧМ 1986 года (Rallye de Portugal)  в Audi Sport посчитали задачу выигрыша чемпионата невыполнимой и снялись с дальнейшего участия заводской командой в всех оставшихся гонках сезона. Расчёт на среднемоторный гоночный автомобиль Sport quattro RS002 (см. ниже), который в Audi собирались представить на ЧМ по ралли 1987 года также не оправдался в связи с внезапным запретом группы-Б.
| № | Победы на этапах   | Сезон | Пилот          | Штурман              | Модель                   |
| - | ------------------ | ----- | -------------- | -------------------- | ------------------------ |
| 1 | Ралли Кот-д’Ивуара | 1984  | Стиг Бломквист | Бьорн Седерберг      | Audi Sport quattro S1    |
| 2 | Ралли Сан-Ремо     | 1985  | Вальтер Рёрль  | Кристиан Гайстдёрфер | Audi Sport quattro S1 E2 |

### Sport quattro для Pikes Peak International Hillclimb
Помимо чемпионата мира по ралли, Sport quattro также использовался в 1987 году на американских соревнованиях по скоростному подъёму на гору Пайкс-Пик в Колорадо. Специально для этой гонки мощность двигателя была доведена до 600 л.c. Аэродинамический обвес также претерпел изменения.
Немецкий пилот Вальтер Рёрль установил рекорд прохождения дистанции в 10 минут 47,85 секунд.

## Галерея
- Sport Quattro S1
- Вид сзади
- Sport Quattro S1 с дополнительной оптикой
- Sport Quattro S1 и Audi S1 EKS Racing

## RS 002
Audi Sport Quattro RS 002 — прототип гоночного автомобиля «группы S» ралли выпущенный в двух экземплярах в 1986 году.
Автомобиль имеет среднемоторную компоновку и полный привод. Автомобиль находится в музее «Audi museum mobile» в городе Ингольштадт.
Технические характеристики:
- Вес:1000 кг.
- Двигатель: I5 — пятицилиндровый объёмом 2,100 см3
- Мощность: 700 л. с.
- Макс. скорость: 300 км/ч
- Габариты: длина 4500 мм, ширина 1900., высота 1020.